# Diatraea sobrinalis
Diatraea sobrinalis là một loài bướm đêm trong họ Crambidae.